# Mandres (Famagosta)
Mandres (in greco Μάντρες? o Μάνδρες; in turco; Ağıllar) è un villaggio della penisola del Karpas nel nord dell'isola mediterranea di Cipro. Il villaggio si trova de facto nel distretto di Iskele della Repubblica Turca di Cipro del Nord, mentre de iure appartiene al distretto di Famagosta della Repubblica di Cipro. Nel 2011, il villaggio, che fino agli anni '70 era abitato esclusivamente da poco meno di 400 greci ciprioti, nel 2011 aveva una popolazione di 188 abitanti.

## Geografia fisica
Esso è sito dodici chilometri a nord-ovest della capitale del distretto e cinque chilometri a sud-est di Akanthou/Tatlısu. 

## Origini del nome
Il nome turco Ağıllar è una traduzione del nome greco Mandres. Entrambi significano 'recinto delle pecore'.

## Società

### Evoluzione demografica
Nel primo e unico censimento ottomano, che ebbe luogo nel 1831, furono contati i capifamiglia e registrata la religione di ognuno. A Mandres vennero identificati 25 cristiani, che furono poi chiamati semplicemente "greci", anche se non erano ortodossi. Nei censimenti sotto il dominio coloniale britannico, furono registrati nel 1 891 145 abitanti, 189 dieci anni dopo, e 204 nel 1911, con un solo "turco" registrato nel villaggio in quell'anno e due nel 1921. Nel 1921 il villaggio era cresciuto fino a 260 abitanti, e nel 1931 ne contava 296, salendo a 370 nel 1946. Nel 1960, il numero di abitanti raggiunse il suo livello massimo a 398. Solo nel 1946 un solo turco cipriota tornò a vivere nel villaggio. Nel 1973, il numero di abitanti era sceso leggermente a 354. Quando iniziò l'occupazione del nord di Cipro da parte delle forze turche, tutti gli abitanti fuggirono verso sud nell'agosto 1974.
Dopo l'occupazione, i turchi ciprioti dei villaggi circostanti, come Altınova/Agios Iakovos si stabilirono a Mandres, che ricevette un nuovo nome in turco, come quasi tutti i villaggi di lingua greca. Nel 1976 e 1977, i turchi di Çivril, una città del distretto della provincia di Denizli nel sud-ovest dell'Anatolia, e di Çarşamba nella provincia di Samsun sul Mar Nero si stabilirono a Mandres. Nel 1978, il villaggio aveva di nuovo 108 abitanti, un numero che sali' a 172 nel 1996. Da allora, la popolazione è aumentata solo lentamente. Nel 2006, il villaggio, ora chiamato Ağıllar, aveva 172 abitanti, nel 2011 ne aveva 188.